# Cristian, Sibiu
Cristian (în germană Großau, în maghiară Kereszténysziget, în latină Insula Christiana) este satul de reședință al comunei cu același nume din județul Sibiu, Transilvania, România. Se află la altitudinea de 444 m.

## Istoric
Prima atestare documentară în anul 1223, sub denumirea latină Insula Christana. Se presupune că localitatea a fost colonizată la cererea regelui Ungariei Géza II, în cursul primului val de colonizări, între 1141-1161.
În 1493, localitatea este incendiată de năvălitorii turci.
În perioada 1472-1498 are loc transformarea bazilicii romanice într-o biserică gotică cu trei nave. Nava principală are lungimea de 18,3m și lățimea de 17,5m, corul principal are lungimea de 15,5m și lățimea de 8,4m. Coama acoperișului se înalță la 28,4m, respectiv 26,3 m.
În 1529, localitatea a fost din nou incendiată, de data aceasta de ostași ai boierului muntean Drăgan, care au asediat în septembrie Sibiul. 
În 1553 localitatea a fost decimată de epidemiile de holeră și de ciumă. Au urmat patru alte epidemii în 1706 și1755.
În 16 septembrie 1599 biserica fortificată a fost cucerită și prădată de Mihai Viteazul. Cu această ocazie, preotul Heintzius a fost torturat și spânzurat în sacristie.
În 1658 a avut loc prima invadare a localității de către tătarii care au asediat în Sibiul. Satul a fost din nou incendiat.
În 1690 se ține în biserica fortificată o adunare a Dietei Transilvaniei, ocazie cu care nobilul Emerich Tököly a fost ales principe al Transilvaniei.
În 1719, în biserică se construiește un nou altar, în stil baroc.
În perioada 1721-1736, ca urmare a epidemiilor, populația satului scade drastic. Din 176 gospodării recenzate în 1508, mai rămân 63 de gospodării populate. Alte 32 sunt în paragină.
Se reconstruiește o parte a zidului de incintă și, cu ajutorul inspectorului Clockner din Sibiu, se reabilitează biserica.
În anul 1734, sub domnia lui Carol al VI-lea, Împărat Roman, din ținuturile aflate sub dominația Casei de Habsburg au fost deportați în Transilvania protestanții ce trecuseră la confesiunea evanghelică luterană. Deportarea celor peste 800 de persoane, din care în jur de 200 din Carintia, a fost mascată sub denumirea germană de Transmigration. Aceștia s-au stabilit în trei sate din apropiere de Sibiu: Neppendorf (Turnișor, azi cartier al Sibiului), Großau (Cristian, Sibiu) și Großpold (Apoldu de Sus, Sibiu), și sunt cunoscuți sub denunirea de Landler, iar așezarea lor în aceasă zonă ca Landlersiedlung.
În perioada 1735-1738 în Cristian sunt colonizați 160 de astfel de imigranți, veniți mai ales din localitățile austriece Hallstatt, Ischl, Gosau, Lauben și Goisern.
În 1752-1756 vine un nou val de imigranți landleri din Austria Superioară 
În 1775, biserica primește o orgă, construită de Johannes Hahn.
În 1805 se reface și se înalță turnul bisericii, deteriorat de un cutremur. Se construiesc cele patru turnuri de colț.
În 1891 satul este din nou victima unui mare incendiu.
În ianuarie 1945 populația de etnie germană din sat a fost deportată în URSS. Pe 13 ianuarie 1945, au fost ridicați de la casele lor 348 de germani, din care 51 au murit pe drum sau în lagărele de muncă sovietice. Ultimii supraviețuitori s-au întors acasă în 1952.
În martie-iunie 1945, prin reforma agrară, populația germană a fost deposedată de pământuri (din care în proporție de 98% au fost date populației românești), pierzând și cetățenia și dreptul de vot.
În 1972-75 s-a trecut la ample reparații ale bisericii fortificate și la îndepărtarea efectelor cutremurului.
Din 1974, Nicolae Ceaușescu a inițiat emigrarea populației germane din Transilvania.
Din cei 2.640 de sași existenți în Cristian în anul 1974, la Revoluția română din 1989 mai erau rămași 1.871. Prin dreptul la liberă emigrare de după 1989, s-a ajuns ca în 1996 să mai fie în sat doar

## Nume
În dialectul săsesc numele de Großau a fost pronunțat ca Grisaa, Griza, Grusaa, Grusâ, Girezâ, Grîssâ.

## Monumente istorice
- Biserica evanghelică fortificată din Cristian
- Biserica Buna Vestire din Cristian

## Obiective memoriale
- Monumentul Eroilor Români din Primul Război Mondial. Obeliscul, ridicat în anul 1930 în memoria Eroilor Români, este amplasat în cimitirul Bisericii Ortodoxe. Monumentul are o înălțime de 2,40 m, pe un soclu de 0,70 m și este realizat din beton. Pe fațada Obeliscului sunt înscrise: „EROI DIN PRIMUL RĂZBOI MONDIAL - 1914-1918“, precum și numele a 44 eroi români.
- Monumentul Eroilor Români din Al Doilea Război Mondial. Obeliscul se găsește amplasat în fața sediului Primăriei, fiind dezvelit în anul 1959, în memoria eroilor români căzuți în anul 1944. Acest monument este realizat din beton, placat cu marmură pe fațadă și este protejat cu un gard din lemn. Pe placa din marmură sunt inscripționate următoarele: “Ioan Nistor, căzut pe câmpul de luptă în 1944, în etate cde 29 ani. În Munții Tatra, în pământ străin/ muri și fiul tot în luptă/ Era cu sufletul de doruri plin/ Ca o mlădiță din stejarul țării ruptă/ Lângă eroul tată-și află veșnicul alin“.

## Imagini

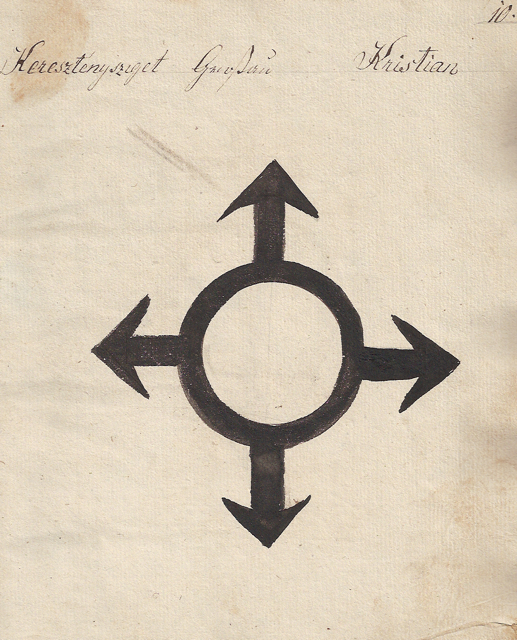
1826 - Danga pentru vitele din Cristian
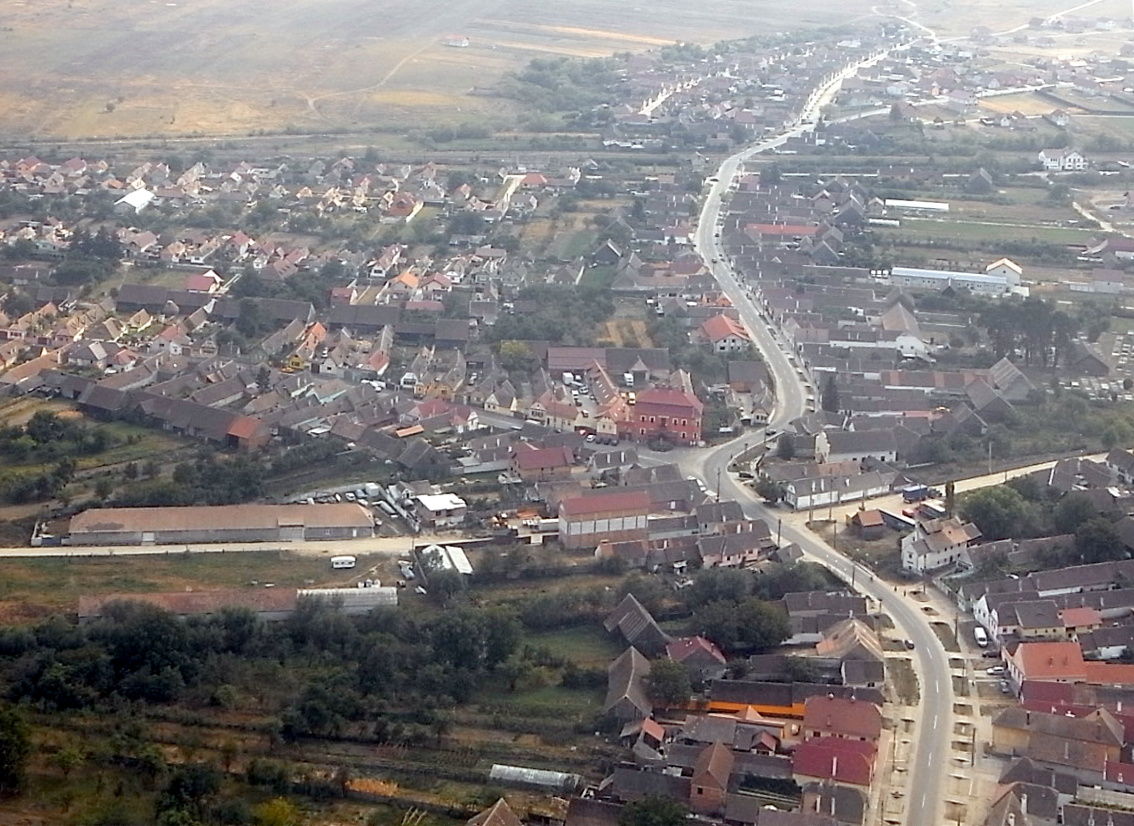
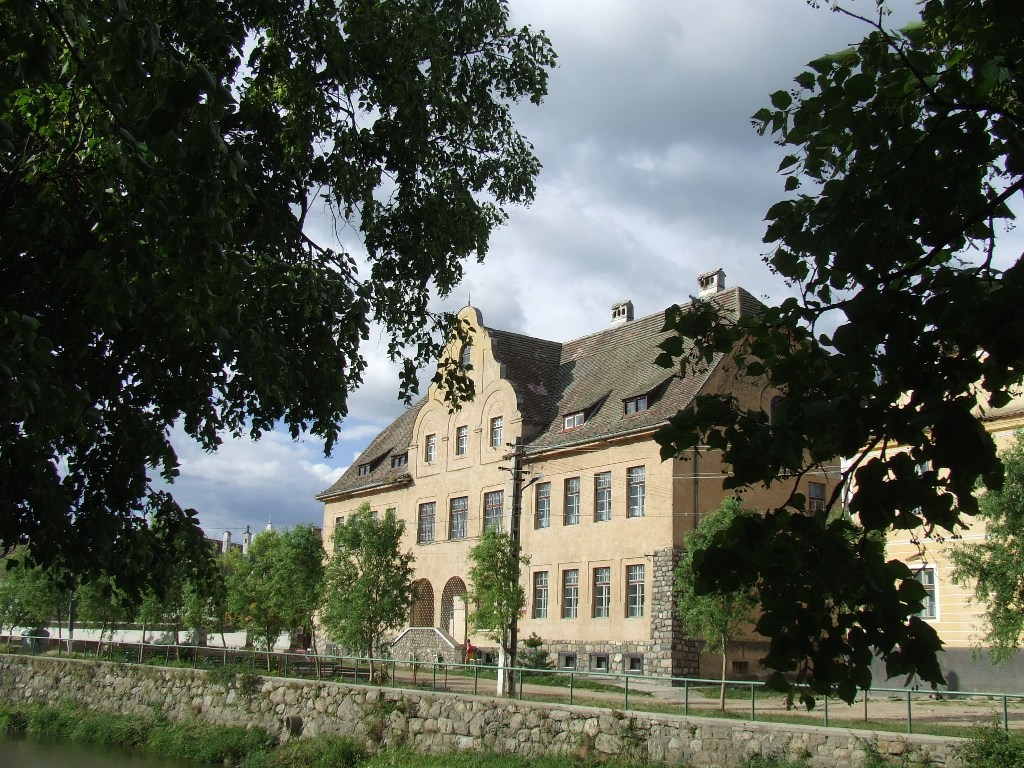
Școala din Cristian
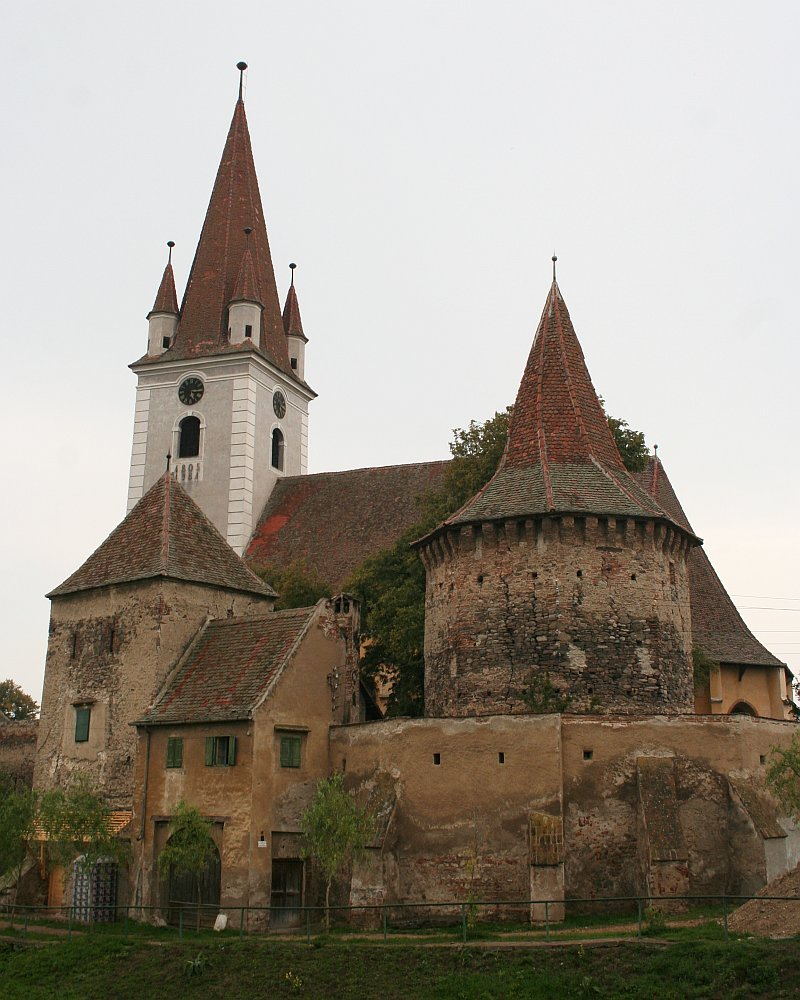
Cristian (biserica fortificată săsească)
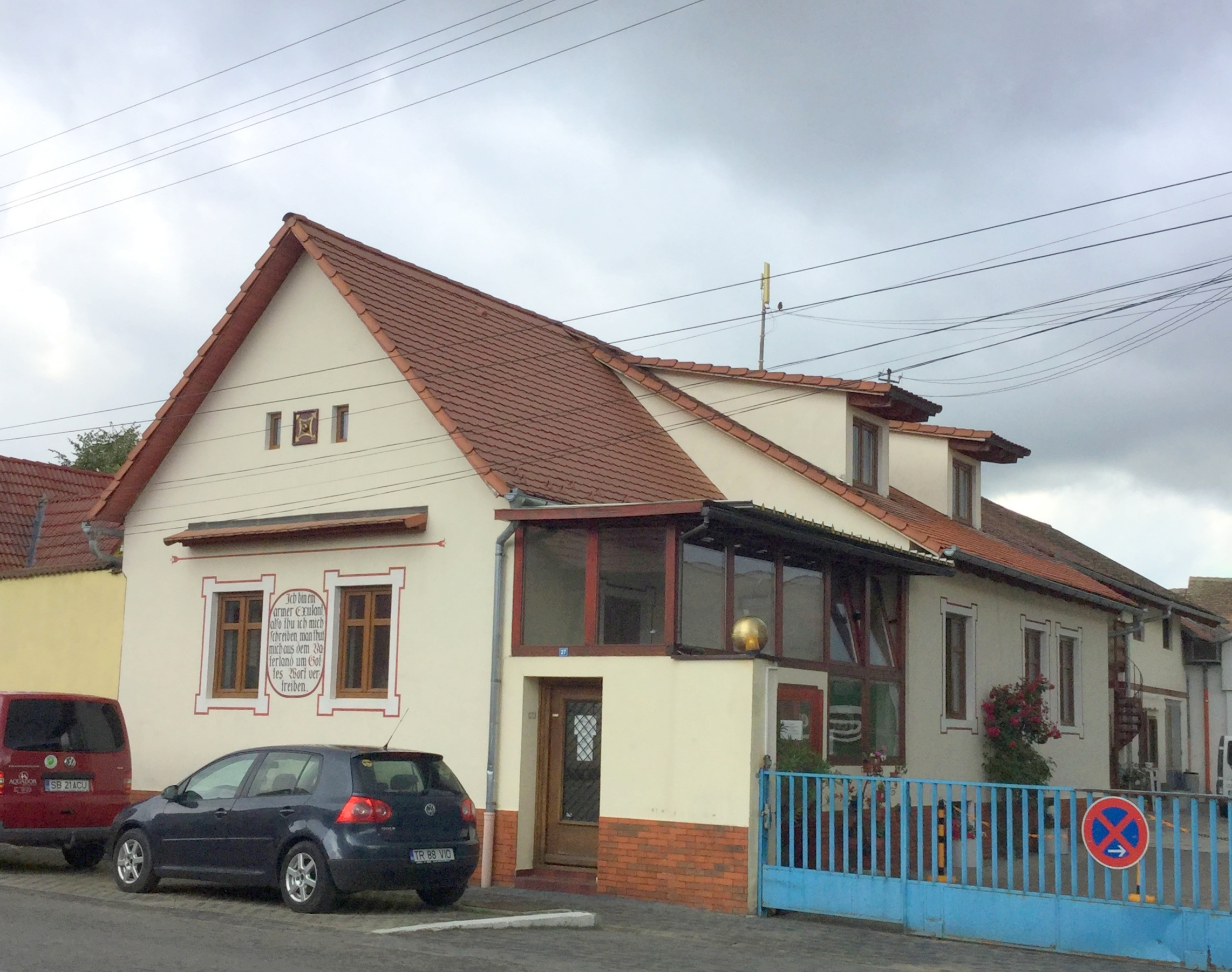
Casă, azi Muzeul Sătesc (monument istoric)
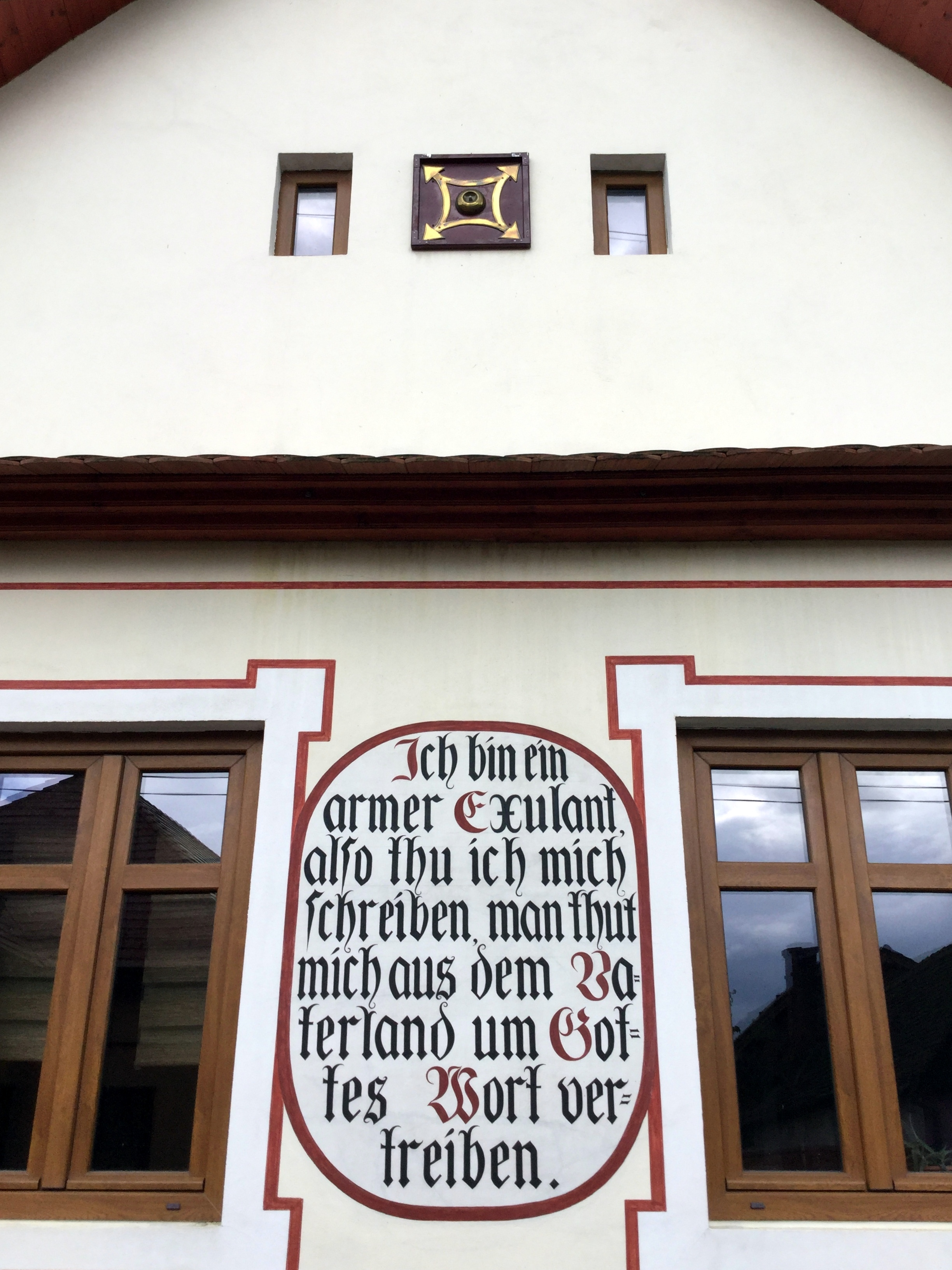
Casă, azi Muzeul Sătesc (monument istoric)
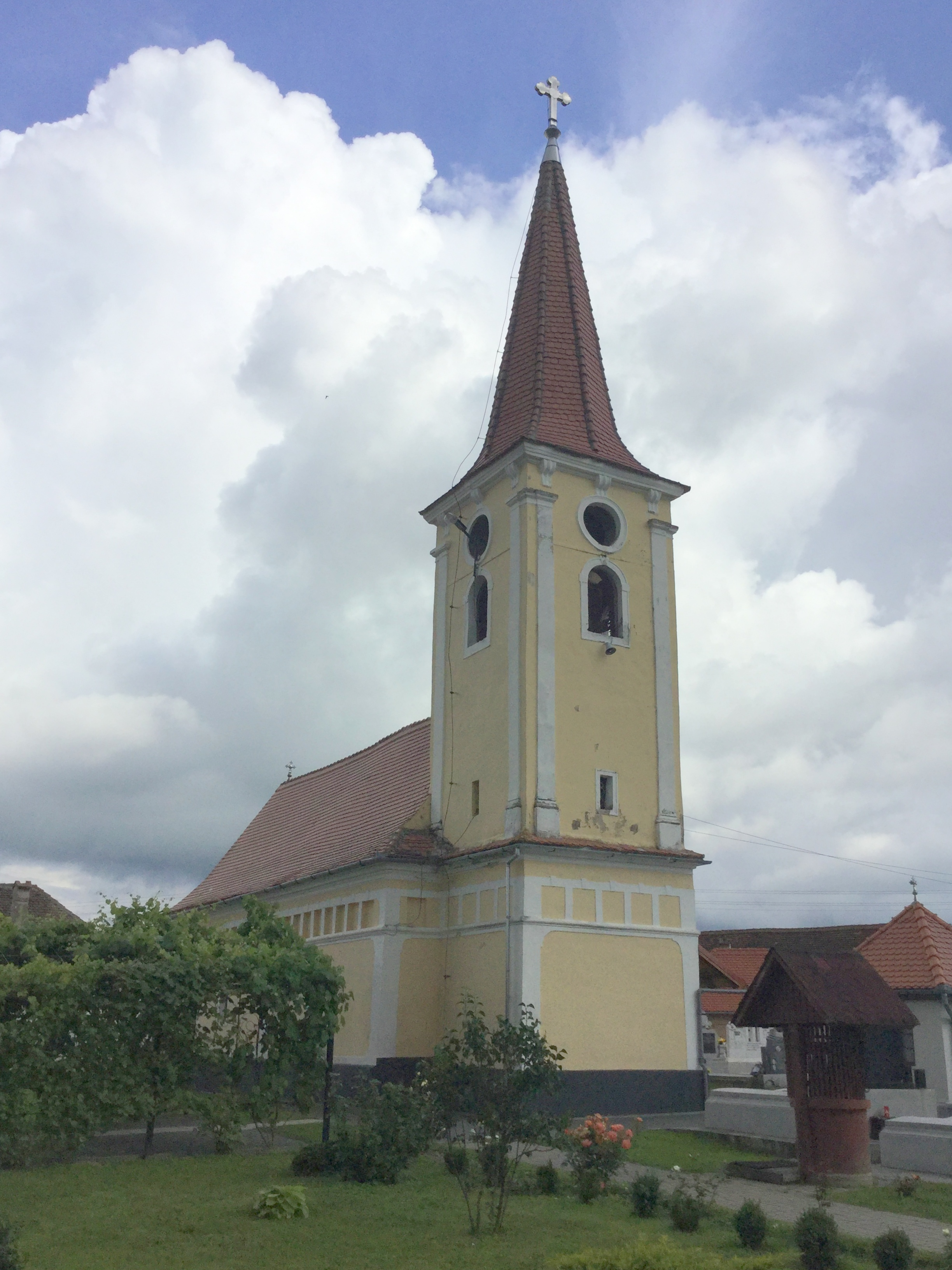
Biserica „Buna Vestire” (monument istoric)
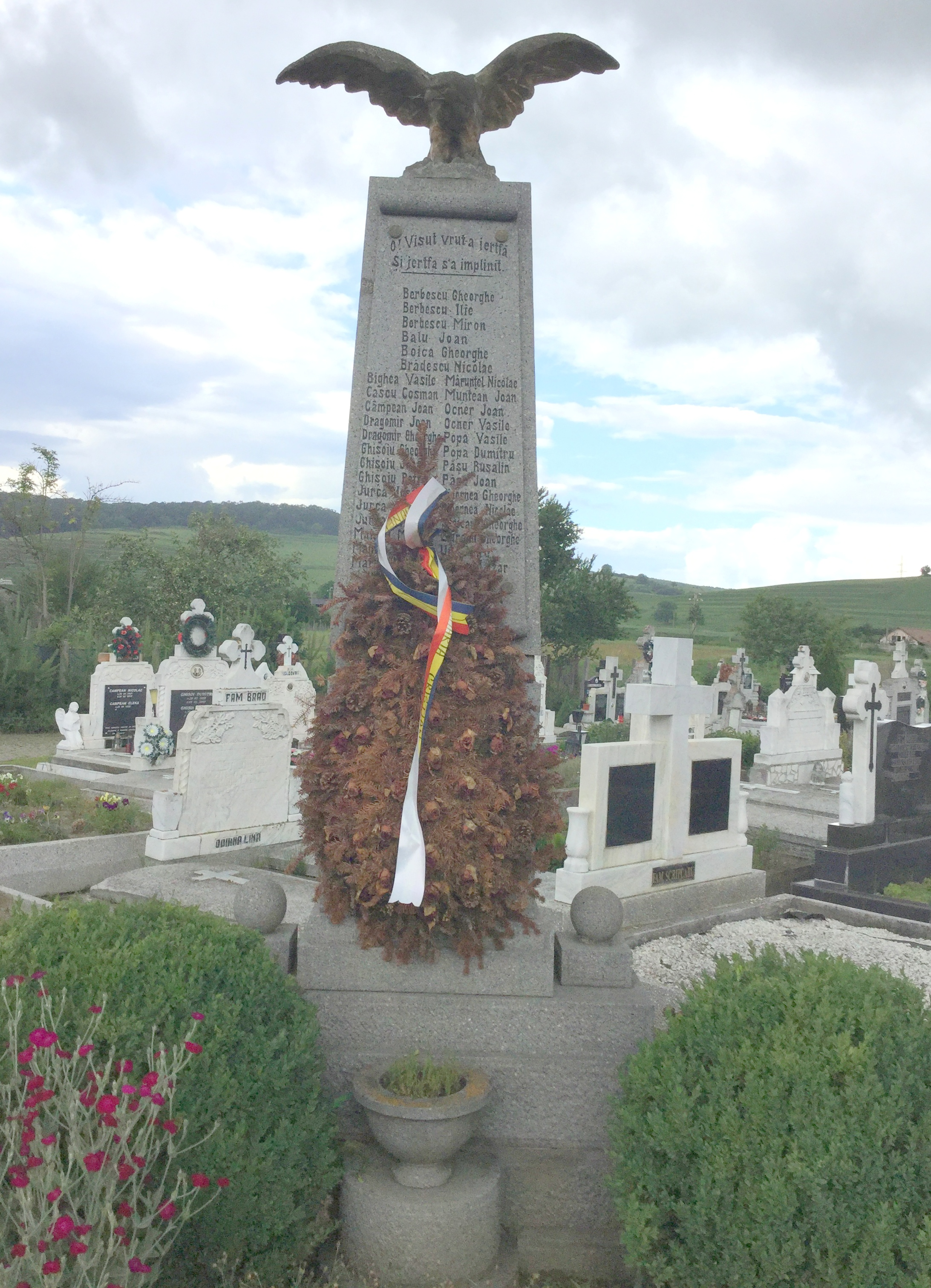
Monumentul eroilor din curtea bisericii „Buna Vestire”
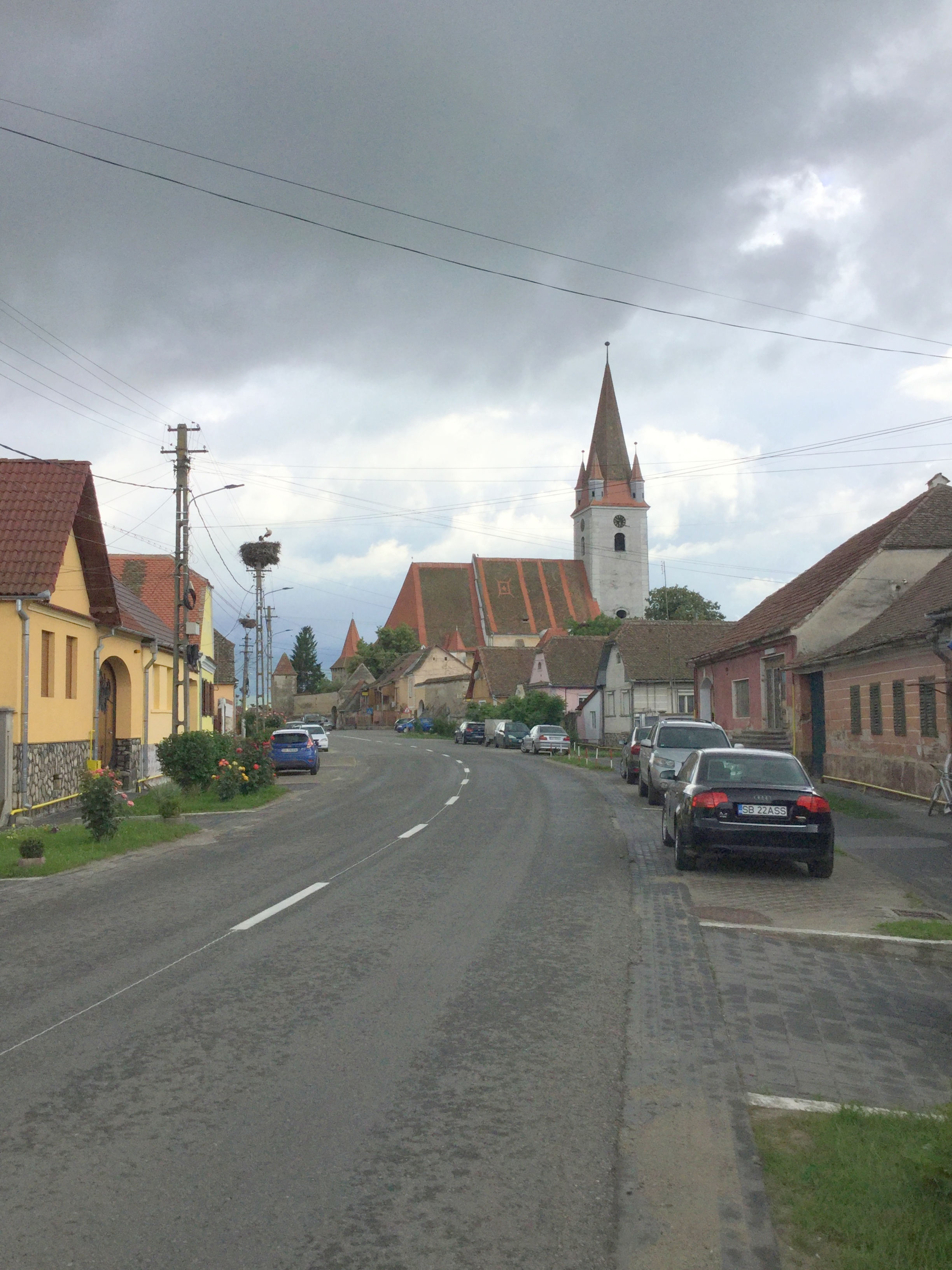
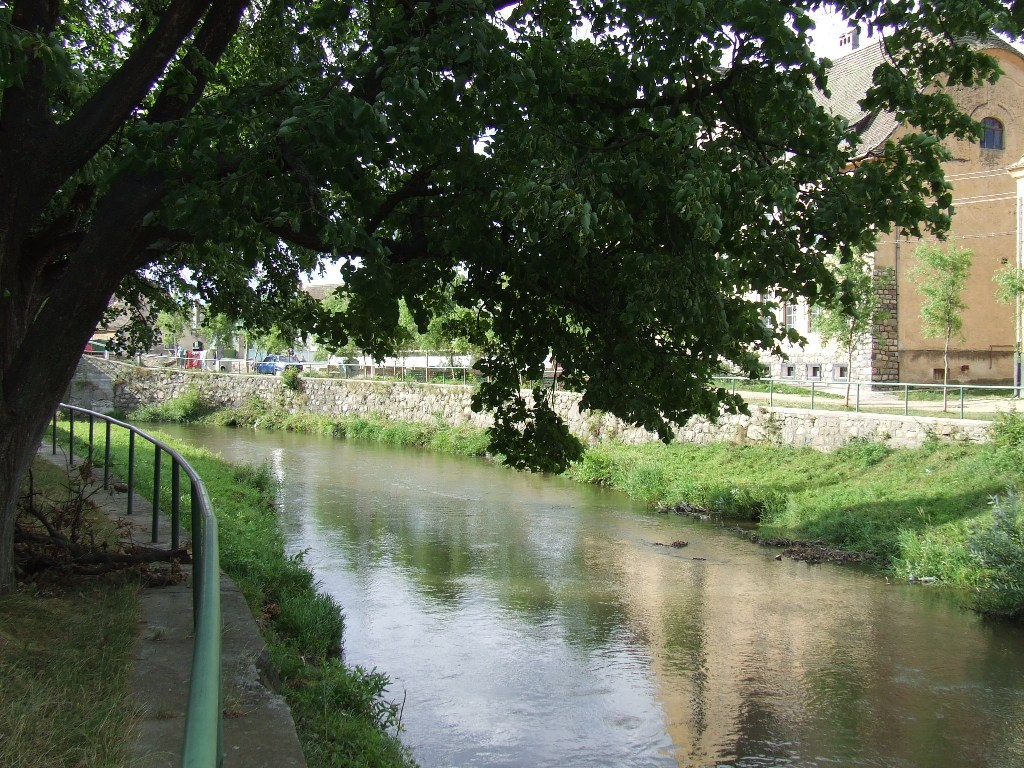
Râul Cibin
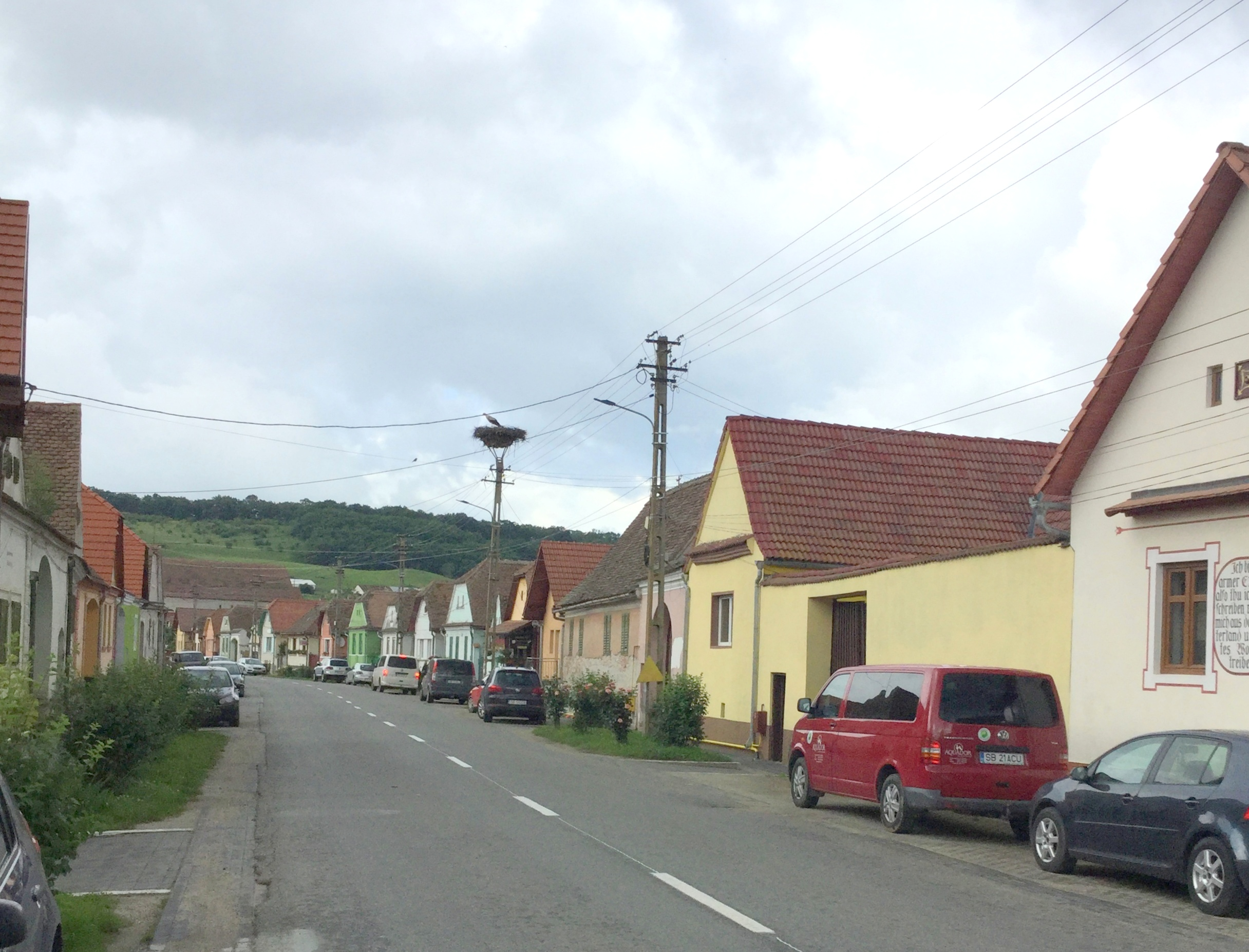